# Atalanta Bergamasca Calcio 1940-1941
Questa pagina raccoglie i dati riguardanti l'Atalanta Bergamasca Calcio nelle competizioni ufficiali della stagione 1940-1941.

## Stagione
Lo scoppio della guerra non cambiò più di tanto la vita degli italiani, tant'è che il campionato di calcio procedette normalmente.
La squadra, guidata sempre da Fiorentini, disputa una grande stagione ottenendo un sesto posto, risultato al di là delle più rosee aspettative. I nerazzurri, che devono fare i conti con le assenze dei militari, si sono rinforzati con l'ex nazionale Corbelli e soprattutto con una giovanissima ala che farà impazzire gli avversari: Edmondo Fabbri.
Quell'anno si conferma ai massimi livelli anche Cominelli, che sigla 11 reti in campionato. Memorabili le vittorie contro il Milan, sia in casa (2-1) che a S.Siro (3-0), contro la Juventus (3-0) al Brumana e ai futuri campioni d'Italia del Bologna.
In Coppa Italia l'Atalanta viene eliminata ai Sedicesimi di finale dal Brescia, dopo la ripetizione della gara inaugurale terminata in parità.

## Organigramma societario
Area direttiva
- Presidente: Nardo Bertoncini
- Vice Presidente: Massimo Brighenti, Sandro Gambirasi
- Segretario: Oreste Onetto

Area tecnica
- Allenatore: Ivo Fiorentini

Area sanitaria
- Medico Sportivo: Elio Leni
- Massaggiatore: Leone Sala

## Rosa
| N. |                   | Ruolo | Calciatore          |
| -- | ----------------- | ----- | ------------------- |
|    | Italia (bandiera) | P     | Loris Borgioli      |
|    | Italia (bandiera) | P     | Secondo Lanfranco   |
|    | Italia (bandiera) | P     | Giuseppe Zibetti    |
|    | Italia (bandiera) | D     | Edgardo Ciancamerla |
|    | Italia (bandiera) | D     | Alberto Citterio    |
|    | Italia (bandiera) | D     | Luigi Mamoli        |
|    | Italia (bandiera) | D     | Ferruccio Ratti     |
|    | Italia (bandiera) | C     | Ermelindo Bonilauri |
|    | Italia (bandiera) | C     | Dino Bovoli         |
|    | Italia (bandiera) | C     | Severo Cominelli    |
|    | Italia (bandiera) | C     | Guido Corbelli      |

| N. |                      | Ruolo | Calciatore         |
| -- | -------------------- | ----- | ------------------ |
|    | Italia (bandiera)    | C     | Giacomo Foresti    |
|    | Italia (bandiera)    | C     | Mandelli           |
|    | Italia (bandiera)    | C     | Nicolò Nicolosi    |
|    | Italia (bandiera)    | C     | Salvatore Perrucci |
|    | Argentina (bandiera) | C     | Victor José Pozzo  |
|    | Italia (bandiera)    | C     | Vittorio Schiavi   |
|    | Italia (bandiera)    | C     | Paolo Tabanelli    |
|    | Italia (bandiera)    | A     | Edmondo Fabbri     |
|    | Italia (bandiera)    | A     | Giovanni Gaddoni   |
|    | Italia (bandiera)    | A     | Mario Pagliano     |
|    | Italia (bandiera)    | A     | Luciano Peretti    |

## Calciomercato
| Acquisti | Acquisti          | Acquisti           | Acquisti      |
| R.       | Nome              | da                 | Modalità      |
| -------- | ----------------- | ------------------ | ------------- |
| P        | Secondo Lanfranco | Sanremese          | definitivo    |
| D        | Alberto Citterio  | Fanfulla           | definitivo    |
| D        | Ferruccio Ratti   | Anconitana-Bianchi | definitivo    |
| C        | Guido Corbelli    | Venezia            | definitivo    |
| C        | Nicolò Nicolosi   | Catania            | fine prestito |
| C        | Victor José Pozzo | Ambrosiana-Inter   | definitivo    |
| C        | Paolo Tabanelli   | Udinese            | definitivo    |
| A        | Edmondo Fabbri    | Forlì              | definitivo    |
| A        | Luciano Peretti   | Liguria            | definitivo    |

| Cessioni | Cessioni            | Cessioni     | Cessioni      |
| R.       | Nome                | a            | Modalità      |
| -------- | ------------------- | ------------ | ------------- |
| P        | Carlo Brasca        | Gerli        | prestito      |
| D        | Antonio Morzenti    |              | leva militare |
| D        | Francesco Simonetti |              | fine carriera |
| D        | Franco Terni        | Cremonese    | definitivo    |
| A        | Trentino Bui        | Roma         | fine prestito |
| A        | Vittorio Erba       | Pro Patria   | definitivo    |
| A        | Luigi Goisis        | Lecco        | definitivo    |
| A        | Giovanni Ravasi     | Forlimpopoli | definitivo    |
| A        | Eligio Vecchi       | Mantova      | definitivo    |

## Risultati

### Serie A

#### Girone d'andata
| Arbitro: | Bertolio (Torino) |

|                          |           |          |
| Fabbri 28’ Cominelli 41’ | Marcatori | 15’ Stua |

| Arbitro: | Conticini (Firenze) |

|                      |           |                                         |
| Cergoli 1’, 16’, 81’ | Marcatori | 50’ Corbelli 56’ Pagliano 73’ Tabanelli |

| Bergamo 20 ottobre 1940, ore ? 3ª giornata | Atalanta           | 0 – 0 | Roma | Stadio Mario Brumana\| Arbitro: \| Pizziolo (Firenze) \| |
| Arbitro:                                   | Pizziolo (Firenze) |       |      |                                                          |

| Arbitro: | Scarpi (Dolo) |

|            |           |               |
| Ossola 66’ | Marcatori | 87’ Cominelli |

| Arbitro: | Curradi (Firenze) |

|             |           |  |
| Biavati 44’ | Marcatori |  |

| Arbitro: | Gamba (Napoli) |

|                                       |           |             |
| Peretti 4’ Cominelli 35’ Pagliano 36’ | Marcatori | 27’ Mazzola |

| Arbitro: | Pizziolo (Firenze) |

|                        |           |                         |
| Fabbri II 7’ Fusco 63’ | Marcatori | 16’ Pagliano 43’ Bovoli |

| Arbitro: | Mattea (Torino) |

|                           |           |             |
| Peretti 25’ Cominelli 68’ | Marcatori | 1’ Cappello |

| Arbitro: | Galeati (Bologna) |

|            |           |             |
| Degano 20’ | Marcatori | 35’ Peretti |

| Arbitro: | Ciamberlini (Genova) |

|                         |           |  |
| Peretti 40’ Schiavi 86’ | Marcatori |  |

| Arbitro: | Scorzoni (Bologna) |

|                       |           |             |
| Gabetto 52’, 57’, 62’ | Marcatori | 2’ Pagliano |

| Arbitro: | Dattilo (Roma) |

|           |           |          |
| Pozzo 36’ | Marcatori | 46’ Neri |

| Arbitro: | Galeati (Bologna) |

|                                           |           |               |
| Barrera 21’ Rosellini 49’, 74’ Quario 75’ | Marcatori | 77’ Cominelli |

| Arbitro: | Bonivento (Venezia) |

|                                    |           |  |
| Ciancamerla 45’ (rig.) Gaddoni 84’ | Marcatori |  |

| Arbitro: | Bonivento (Venezia) |

|                                   |           |                        |
| Guarnieri 20’ Pietro Ferraris 64’ | Marcatori | 65’ (rig.) Ciancamerla |

#### Girone di ritorno
| Arbitro: | Bertolio (Torino) |

|                                   |           |              |
| Capaccioli 2’ Bonino 30’ Stua 50’ | Marcatori | 31’ Pagliano |

| Arbitro: | Dellarole (Roma) |

|                            |           |  |
| Cominelli 18’ Nicolosi 85’ | Marcatori |  |

| Arbitro: | Scarpi (Dolo) |

|            |           |  |
| Coscia 47’ | Marcatori |  |

| Arbitro: | Ceccherini (Como) |

|  |           |            |
|  | Marcatori | 79’ Ossola |

| Arbitro: | Pizziolo (Firenze) |

|                          |           |  |
| Gaddoni 41’ Pagliano 70’ | Marcatori |  |

| Arbitro: | Ceccherini (Como) |

|              |           |             |
| Alberico 54’ | Marcatori | 89’ Schiavi |

| Arbitro: | Bertolio (Torino) |

|                                           |           |  |
| Gaddoni 21’ Cominelli 38’, 87’ Fabbri 77’ | Marcatori |  |

| Arbitro: | Galeati (Bologna) |

|  |           |                                               |
|  | Marcatori | 20’ (rig.) Ciancamerla 65’ Gaddoni 83’ Fabbri |

| Bergamo 23 marzo 1941, ore ? 24ª giornata | Atalanta       | 0 – 0 | Fiorentina | Stadio Mario Brumana\| Arbitro: \| Dattilo (Roma) \| |
| Arbitro:                                  | Dattilo (Roma) |       |            |                                                      |

| Arbitro: | Zelocchi (Modena) |

|               |           |               |
| Romagnoli 25’ | Marcatori | 13’ Cominelli |

| Arbitro: | Fois (Roma) |

|                                         |           |  |
| Gaddoni 35’ Cominelli 46’ Tabanelli 82’ | Marcatori |  |

| Arbitro: | Galeati (Bologna) |

|                       |           |  |
| Miniati 20’ Conti 59’ | Marcatori |  |

| Arbitro: | Curradi (Firenze) |

|                                           |           |  |
| Cominelli 22’ Gaddoni 32’ Fabbri 36’, 83’ | Marcatori |  |

| Arbitro: | Scotto (Savona) |

|                                     |           |             |
| Santià 10’, 76’, 82’ Torri 55’, 61’ | Marcatori | 47’ Schiavi |

| Arbitro: | Dattilo (Roma) |

|             |           |                                            |
| Gaddoni 55’ | Marcatori | 12’ Ferraris 45’ Poli 80’ Carlo Zoppellari |

### Coppa Italia

#### Sedicesimi di finale
| Arbitro: | Donati (Milano) |

|                                     |           |                     |
| Tabanelli 5’ Ciancamerla 49’ (rig.) | Marcatori | 24’ Gei 45’ Messora |

| Arbitro: | Carpani (Milano) |

|                                  |           |                                     |
| Albini 29’ Gei 63’ Dusi 78’, 82’ | Marcatori | 35’ Pagliano 60’ (rig.) Ciancamerla |

## Statistiche

### Statistiche di squadra
| Competizione | Punti | In casa | In casa | In casa | In casa | In casa | In casa | In trasferta | In trasferta | In trasferta | In trasferta | In trasferta | In trasferta | Totale | Totale | Totale | Totale | Totale | Totale | DR |
| Competizione | Punti | G       | V       | N       | P       | Gf      | Gs      | G            | V            | N            | P            | Gf           | Gs           | G      | V      | N      | P      | Gf     | Gs     | DR |
| ------------ | ----- | ------- | ------- | ------- | ------- | ------- | ------- | ------------ | ------------ | ------------ | ------------ | ------------ | ------------ | ------ | ------ | ------ | ------ | ------ | ------ | -- |
| Serie A      | 31    | 15      | 10      | 3       | 2       | 28      | 8       | 15           | 1            | 6            | 8            | 17           | 30           | 30     | 11     | 9      | 10     | 45     | 38     | +7 |
| Coppa Italia | -     | 1       | 0       | 1       | 0       | 2       | 2       | 1            | 0            | 0            | 1            | 2            | 4            | 2      | 0      | 1      | 1      | 4      | 6      | -2 |

### Statistiche dei giocatori
| Giocatore      | Serie A  | Serie A | Coppa Italia | Coppa Italia | Totale   | Totale |
| Giocatore      | Presenze | Reti    | Presenze     | Reti         | Presenze | Reti   |
| -------------- | -------- | ------- | ------------ | ------------ | -------- | ------ |
| E. Bonilauri   | 3        | 0       | 0            | 0            | 3        | 0      |
| L. Borgioli    | 0        | 0       | 0            | 0            | 0        | 0      |
| D. Bovoli      | 26       | 1       | 2            | 0            | 28       | 1      |
| E. Ciancamerla | 28       | 3       | 2            | 2            | 30       | 5      |
| A. Citterio    | 29       | 0       | 2            | 0            | 31       | 0      |
| S. Cominelli   | 30       | 11      | 2            | 0            | 32       | 11     |
| G. Corbelli    | 13       | 1       | 0            | 0            | 13       | 1      |
| E. Fabbri      | 26       | 5       | 0            | 0            | 26       | 5      |
| G. Foresti     | 4        | 0       | 0            | 0            | 4        | 0      |
| G. Gaddoni     | 17       | 7       | 2            | 0            | 19       | 7      |
| S. Lanfranco   | 26       | -31     | 2            | -6           | 28       | -37    |
| L. Mamoli      | 0        | 0       | 0            | 0            | 0        | 0      |
| Mandelli       | 0        | 0       | 1            | 0            | 1        | 0      |
| N. Nicolosi    | 5        | 1       | 1            | 0            | 6        | 1      |
| M. Pagliano    | 21       | 6       | 1            | 1            | 22       | 7      |
| L. Peretti     | 16       | 4       | 0            | 0            | 16       | 4      |
| S. Perrucci    | 19       | 0       | 2            | 0            | 21       | 0      |
| V.J. Pozzo     | 28       | 1       | 2            | 0            | 30       | 1      |
| F. Ratti       | 1        | 0       | 0            | 0            | 1        | 0      |
| V. Schiavi     | 15       | 3       | 2            | 0            | 17       | 3      |
| P. Tabanelli   | 18       | 2       | 1            | 1            | 19       | 3      |
| G. Zibetti     | 4        | -7      | 0            | 0            | 4        | -7     |